# Édouard Froment

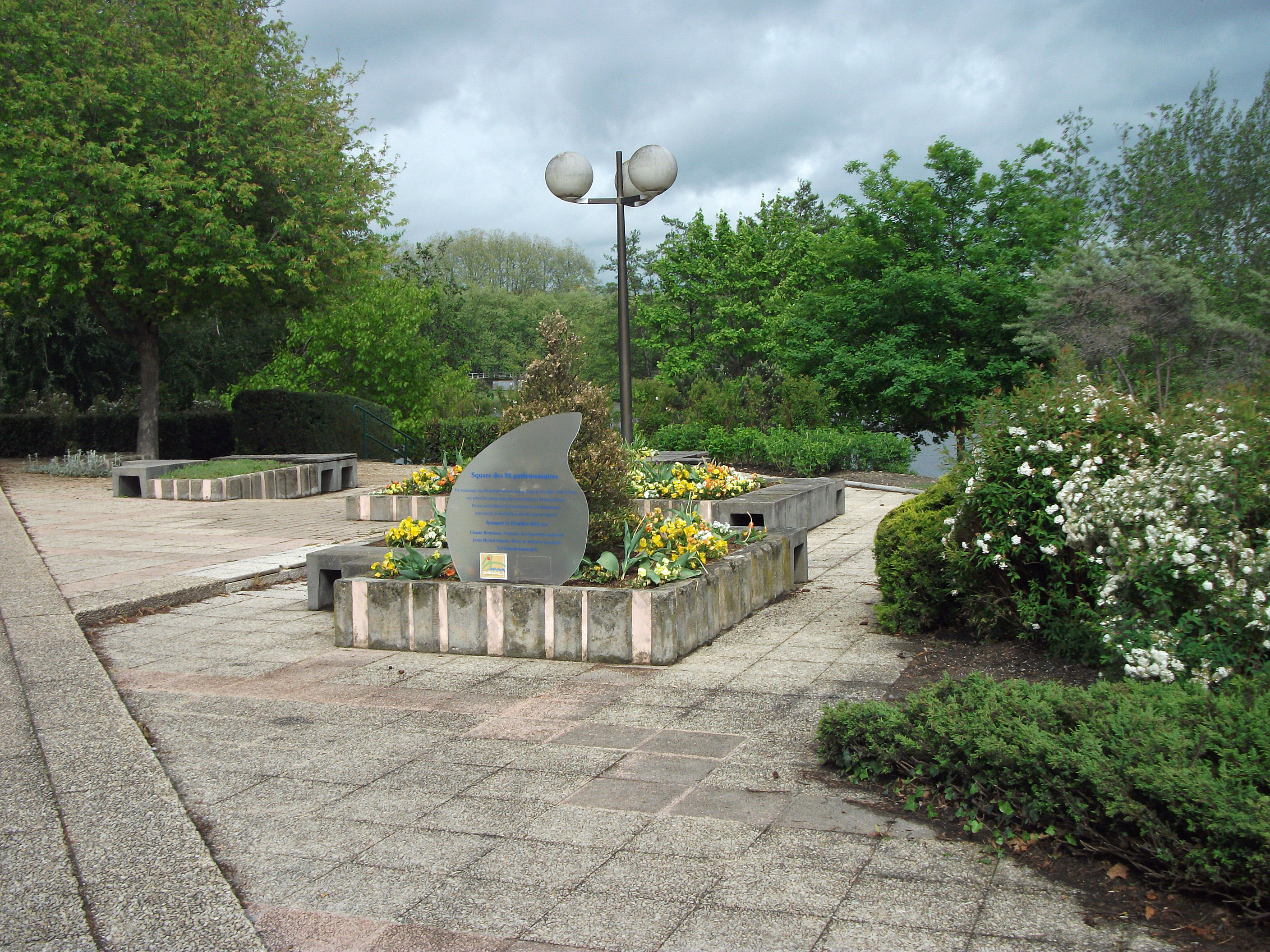
Bellerive-sur-Allier – Square des 80 Parlementaires (2014)

Édouard Froment (* 13. März 1884 in Largentière; † 13. März 1973 in Antraigues-sur-Volane) war ein französischer Politiker der Dritten Republik und Widerstandskämpfer. Er gehörte zu den quatre-vingts, also den 80 Parlamentariern, die am 10. Juli 1940 gegen die diktatorischen Vollmachten für Philippe Pétain stimmten.

## Leben
Sein Vater war ein Bauer, der in eine Familie mit 18 Kindern geboren wurde und aus dem Weiler Chassagnes in Les Vans in der Ardèche stammte. Er vertrat „fortschrittliche, laizistische Ideen und stand dem politischen Radikalismus nahe“. Édouard Froment besuchte die Schule bis zum Brevet und ging dann in den Südwesten um zu arbeiten, wo er der Section française de l’Internationale ouvrière (SFIO) beitrat. Froment meldete sich während des Ersten Weltkriegs zum 68. alpinen Jägerbataillon. Er wurde während des Krieges verwundet und erhielt eine Auszeichnung.
Nach der Demobilisierung arbeitete er als Redakteur bei der Unterpräfektur seiner Heimatstadt. Er war Vorsitzender der Veteranenvereinigung des Bezirks und wurde in dieser Funktion von seiner Partei auf Platz 2 der sozialistischen Départementsliste für die Parlamentswahlen 1919 aufgestellt, wo er knapp scheiterte. Auf dem Kongress von Tours entschied er sich für den Beitritt zur Kommunistischen Partei, verließ diese jedoch bereits 1922 und kehrte zur SFIO zurück. Als Witwer heiratete er erneut und ging für eine Weile nach Lyon, um dort als Immobilienmakler zu arbeiten.
Er kehrte nach Largentière zurück und war dort Leiter der Filiale der Bank des Rhônetals Brun, Giraud & Cie. 1925 wurde er Stadtrat von Largentière, im folgenden Jahr Bürgermeister und 1931 Generalrat. 1932 wurde er zum Abgeordneten des benachbarten Wahlkreises Aubenas gewählt und trat zunächst von seinen lokalen Mandaten zurück. Allerdings wurde er 1935 wurde Stadtrat von Aubenas. In der Abgeordnetenkammer gehörte Édouard Froment dem Ausschuss für Zivil- und Militärrenten sowie dem Ausschuss für Versicherungen und soziale Vorsorge an. Er wurde 1936 wiedergewählt und schrieb in seiner Wahlerklärung: „Ich will den Frieden, den ganzen Frieden, nichts als den Frieden, niemals werde ich einem Krieg zustimmen“. Dennoch trat er dem Armeeausschuss der Versammlung bei. Im Jahr 1937 wurde er zum Generalrat des Kantons Viviers gewählt.
Am 10. Juli 1940 gehörte Édouard Froment zu den 80 Parlamentariern, die gegen die Vollmachten für Marschall Pétain stimmten. Im März 1941 war er einer der Mitbegründer des Comité d’action socialiste (CAS) und arbeitete später für das Bureau Central de Renseignements et d’Action. Als das CAS 1943 zur wiedergegründeten und geheimen SFIO wurde, war er einer ihrer Hauptverantwortlichen für die Nordzone. Im Herbst schloss er sich Charles de Gaulle in London an, zusammen mit Vincent Auriol. Er war Mitglied der Assemblée consultative provisoire in Algier und Vorsitzender ihres Militärausschusses. Er trat den Forces françaises libres (Freie Französische Streitkräfte) bei und nahm an der Landung in der Provence im August 1944 teil.
Er wurde dann Mitglied des Départementskomitees für die Befreiung der Ardèche und auf dem Parteitag im November 1944 Mitglied des Vorstands der SFIO. Im selben Monat wurde er als Delegierter der Assemblée consultative provisoire bestätigt und im Oktober 1945 in die verfassungsgebende Versammlung gewählt. Er wurde 1946 wiedergewählt, unterlag jedoch 1951. Von 1945 bis 1958 war er auch Generalrat des Kantons Thueyts und zweimal Vorsitzender des Generalrats der Ardèche.

## Auszeichnungen
Édouard Froment war Ritter der Ehrenlegion, Träger der Médaille militaire, der Médaille de la Résistance und des Croix de guerre 1939–1945.